# Peridium

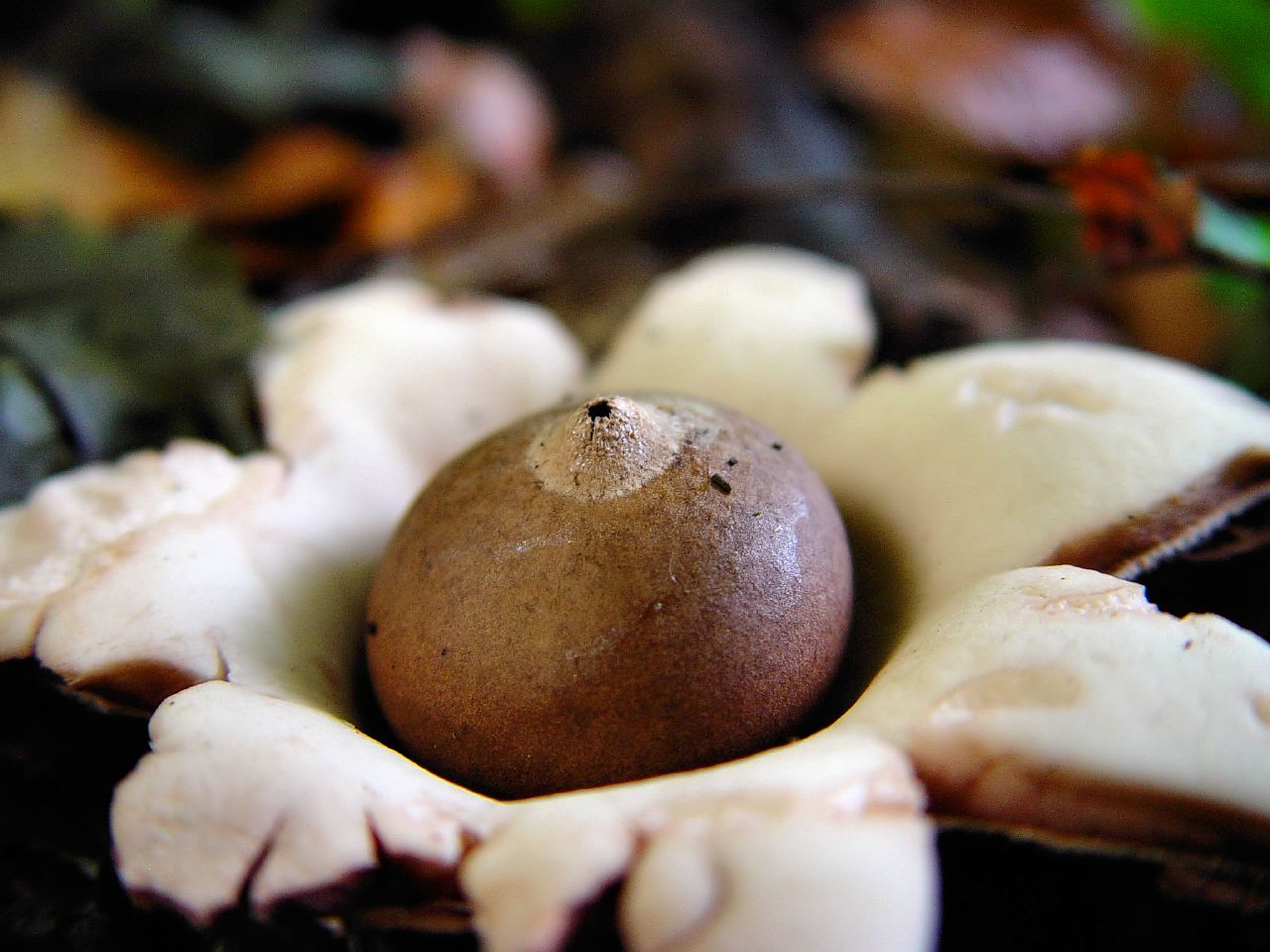
Gekraagde aardster met omgebogen exoperidium.

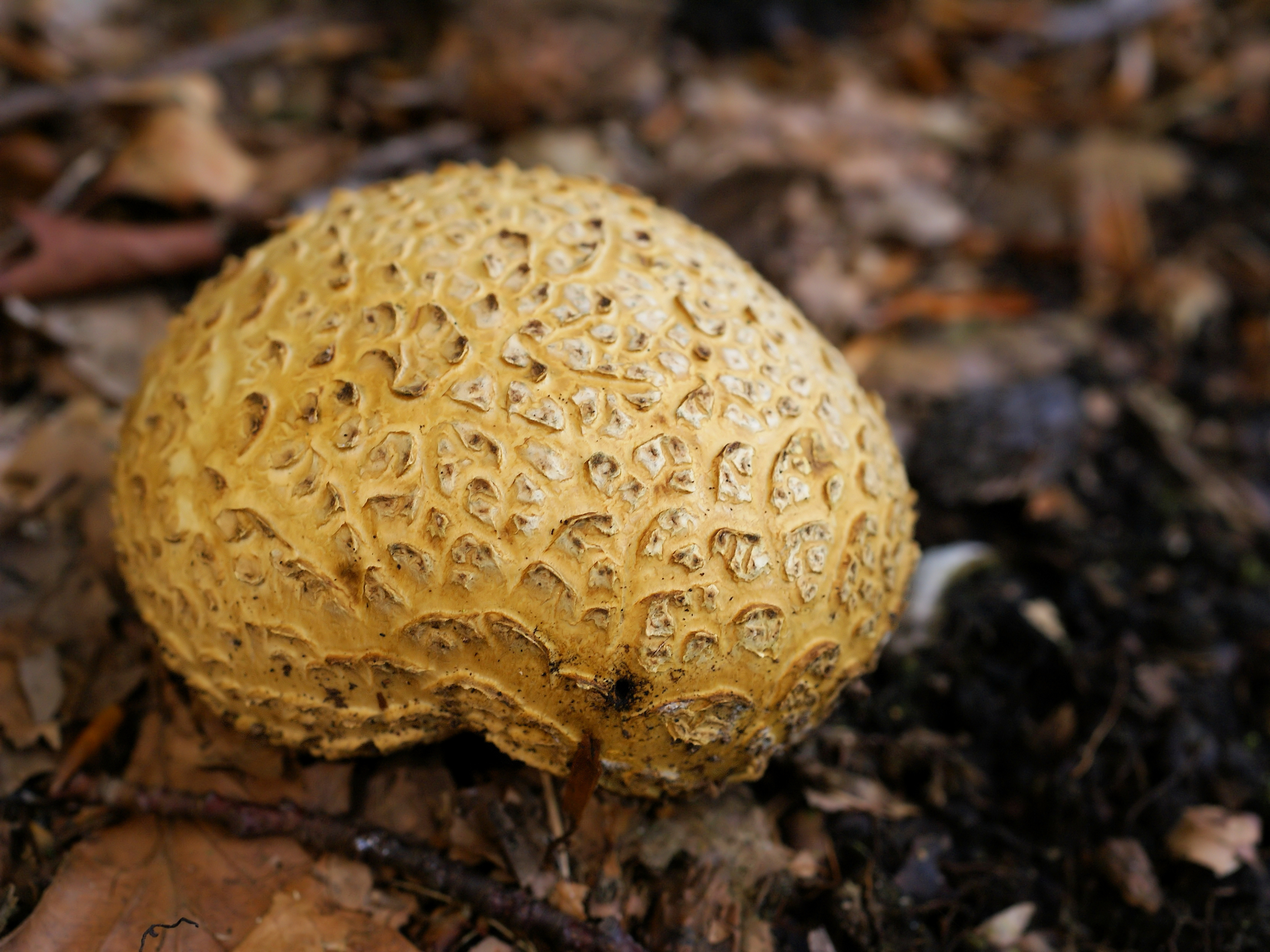
Gele aardappelbovist (Scleroderma citrinum)

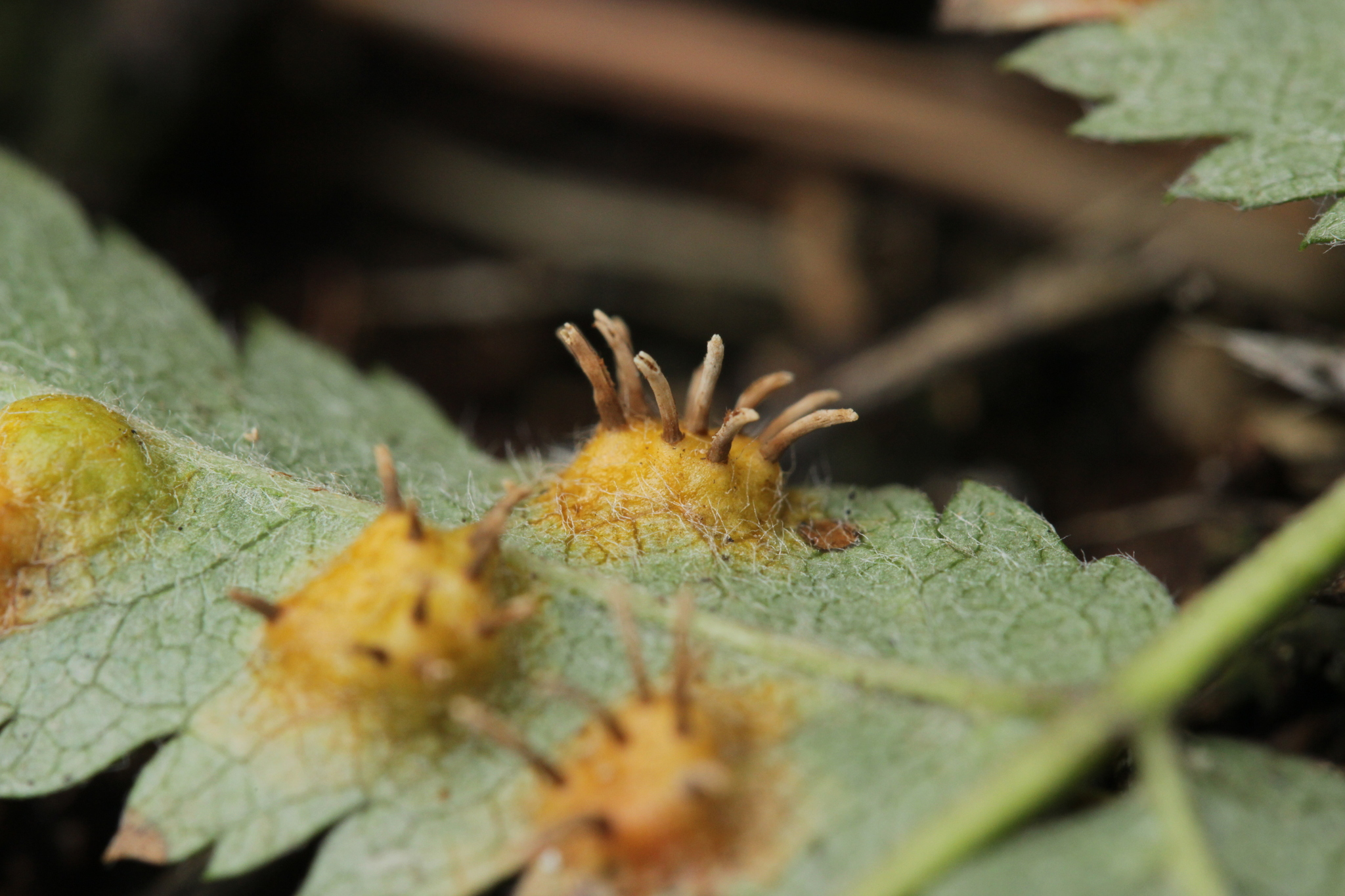
Kegelvormige, lichtgebogen peridia van lijsterbes-jeneverbesroest op wilde lijsterbes

Een peridium (Latijn, afgeleid van het Griekse pēridion, van pērā, lederen zak) is de beschermende laag om het sporendragende orgaan bij vele soorten schimmels. De schimmels die onder andere tot de Phallaceae (stinkzwammen), Lycoperdaceae (stuifzwammen), aardsterren, Hymenogastrales, Puccinia en Uromyces behoren vormen een peridium.
|  |  |  |

Afhankelijk van de soort is het peridium papierdun tot dik en rubberachtig of zelfs hard. Het peridium bestaat uit één tot drie lagen. Bij één laag wordt het een peridium genoemd, bij twee lagen de buitenste laag het exoperidium en de binnenste laag het endoperidium. Wanneer er drie lagen aanwezig zijn dan zijn er respectievelijk het exoperidium, het mesoperidium en het endoperidium.
Bij de Scleroderma-schimmels bestaat het peridium uit één laag.
Bij de eenvoudigste halfondergrondse vormen blijft het peridium gesloten. De sporen komen pas vrij als het peridium vergaan is

## Stuifzwammen
Bij de meeste stuifzwammen is het peridium bezet met schubben of stekels. Bij soorten die tijdens de groei boven de grond komen bestaat het peridium meestal uit twee of meer lagen, waarbij de buitenste laag overgaat in wratten of stekels. De binnenste laag blijft intact en glad. Soms zoals bij de soorten van het geslacht aardster is het aantal lagen groter en splitst het exoperidium eventueel vanaf de top in een wisselend aantal puntige delen. Echter de binnenste laag blijft intact.

## Andere benamingen

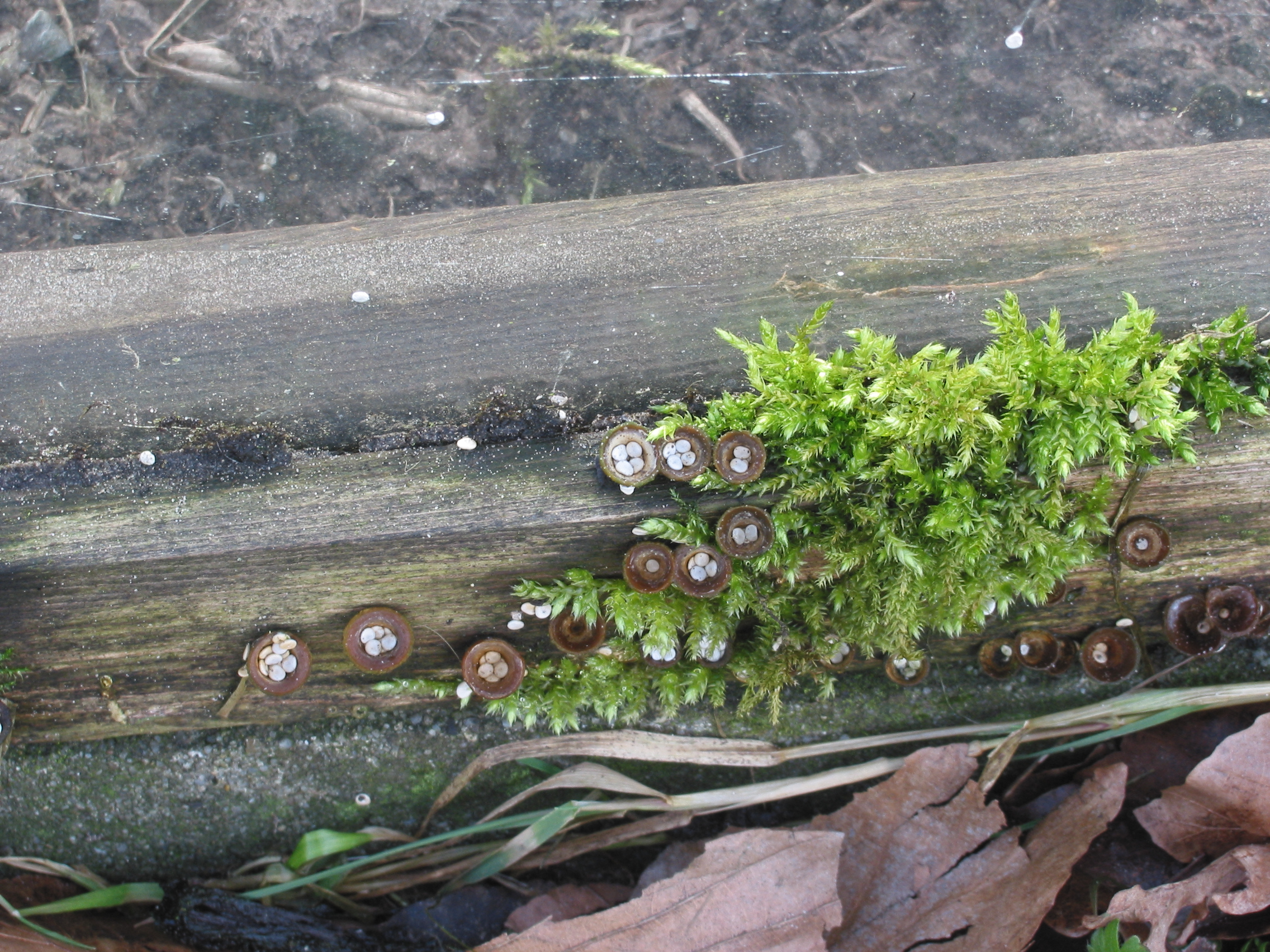
De buitenwand van de eitjes bij het bleek nestzwammetje (Nidulariaceae) wordt ook een peridium genoemd.

Het peridium heeft bij bepaalde schimmels een specifieke naam. Zo wordt bijvoorbeeld het peridium bij de onderfamilie Phalloideae de beurs of volva genoemd. De buitenwand van de eitjes bij de Nidulariaceae wordt ook een peridium genoemd.